# Matteo Marangoni
 (juin 2016).
Si vous disposez d'ouvrages ou d'articles de référence ou si vous connaissez des sites web de qualité traitant du thème abordé ici, merci de compléter l'article en donnant les références utiles à sa vérifiabilité et en les liant à la section « Notes et références ».
Matteo Marangoni (Florence, 12 juillet 1876 – Pise, 1er juin 1958) est un critique d’art italien.

## Biographie
Après une formation en musique et en composition, Matteo Marangoni s’oriente par la suite vers les arts visuels, en enseignant l'histoire de l'art à Pise et à Milan. De culture crocienne, il a été parmi les premiers en Italie à participer au processus de réévaluation de l’art baroque, avec des études et des recherches qu’il a réunies dans Arte barocca (1927).
La critique de Marangoni vise à atteindre les pures valeurs picturales, qui définissent les valeurs poétiques de l'œuvre d'art : « Saper vedere » (Savoir voir), 1927 ; « Come si guarda un quadro » (Comment l’on regarde un tableau), 1935. Au cours de ses dernières années, enfin, l'enquête critique de Marangoni retourne à l’expérience de sa jeunesse avec « Capire la musica » (Comprendre la musique) (1955).
Ses livres ressentent l'influence de l'école de Benedetto Croce et de Heinrich Wölfflin en se basant sur l'observation pour parvenir à la clarification de la signification de l’œuvre, à la suite d'une logique conçue comme science du pure concept. Beaucoup de critiques d'art ont bénéficié au cours de leurs études des travaux et de l'enseignement de Marangoni, et notamment son élève Carlo Ludovico Ragghianti.

## Œuvres
- Il Guercino, Florence, Fratelli Alinari 1920
- Il Caravaggio, Florence, Battistelli 1922
- La Basilica di S. Lorenzo in Firenze, Florence, Battistelli 1922
- La Villa del Poggio Imperiale, Florence, Fratelli Alinari 1923
- I Carloni, Florence, Fratelli Alinari 1925
- La Galleria Pitti, Milan, Treves 1926
- Saper vedere, Florence, Vallecchi 1927
- Arte barocca, Florence, Vallecchi 1927
- Come si guarda un quadro, Florence, Vallecchi 1935
- Capire la musica, Milan, Garzanti 1955
- Carteggi (1909-1958), sous la direction de Luca Barreca, Palermo, Editrice Mediterranea 2006

### Source
- (it) Cet article est partiellement ou en totalité issu de l’article de Wikipédia en italien intitulé « Matteo Marangoni » (voir la liste des auteurs).